# Sistema de ligas de futebol do Japão
A Pirâmide do Futebol Japonês é o sistema que organiza as divisões e regiões do Campeonato Japonês de Futebol. É dividida em três níveis profissionais (J. League, J. League 2 e J. League 3) e uma semi-profissional (Japan Football League). A quarta e quinta divisões compõem as Ligas Regionais de Futebol do Japão (JFL), enquanto que a sexta e sétima divisões correspondem às Ligas de Prefeitura e do Bloco de Hokkaido.
No ano de 2024 o formato das ligas sofreram algumas modificações, uma delas foi o nivelamento da J1,J2 e J3 para 20 clubes cada. Dessa forma a liga segue um padrão comum no futebol mundial.

## Divisão das ligas
| Level | Leagues/Divisions |
| ----- | --- |
| 1     | J1 League (J1) 20 clubes |
| 2     | J2 League (J2) 20 clubes |
| 3     | J3 League (J3) 20 clubes |
| 4     | Japan Football League (JFL) 16 clubes |
| 5/6   | 9 Ligas Regionais 140 clubes (temporada de 2022) Hokkaido (8 clubes) Primeira Divisão da Liga de Tohoku (10 clubes) \| Segunda Divisão da Liga de Tohoku - Norte (8 clubes) \| Segunda Divisão da Liga de Tohoku - Sul (11 clubes) Primeira Divisão da Liga de Kanto (10 clubes) \| Segunda Divisão da Liga de Kanto (10 clubes) Primeira Divisão da Liga de Tokai (9 clubes) \| Segunda Divisão da Liga de Tokai (9 clubes) Primeira Divisão da Liga de Hokushin'etsu (8 clubes) \| Segunda Divisão da Liga de Hokushin'etsu (8 clubes) Primeira Divisão da Liga de Kansai (8 clubes) \| Segunda Divisão da Liga de Kansai (10 clubes) Primeira Divisão da Liga de Chugoku (10 clubes) Primeira Divisão da Liga de Shikoku (8 clubes) Primeira Divisão da Liga de Kyushu (11 clubes) |
| VII+  | 46 Ligas de Prefeitura e 5 do Bloco de Hokkaido Número de clubes variável Bloco de Sapporo \| Bloco de Dōhoku (Norte) \| Bloco de Dōtō (Leste) \| Bloco de Dōō (Centro) \| Bloco de Dōnan (Sul) Aomori \| Iwate \| Miyagi \| Akita \| Yamagata \| Fukushima Ibaraki \| Tochigi \| Gunma \| Saitama \| Chiba \| Tokyo \| Kanagawa Gifu \| Shizuoka \| Aichi \| Mie Niigata \| Toyama \| Ishikawa \| Fukui \| Yamanashi \| Nagano Shiga \| Kyoto \| Osaka \| Hyogo \| Nara \| Wakayama Tottori \| Shimane \| Okayama \| Hiroshima \| Yamaguchi Tokushima \| Kagawa \| Ehime \| Kochi Fukuoka \| Saga \| Nagasaki \| Kumamoto \| Ōita \| Miyazaki \| Kagoshima \| Okinawa |